# Жоја Маре (Арад)
Жоја Маре (рум. Joia Mare) насеље је у Румунији у округу Арад у општини Алмаш. Oпштина се налази на надморској висини од 150 m.

## Становништво
Према подацима из 2002. године у насељу је живело 207 становника, од којих су сви румунске националности.